# Frederik Tingager
Frederik Tingager (Holbæk, 22 febbraio 1993) è un calciatore danese, difensore dell'Aarhus.

## Carriera
Ha giocato nella prima divisione danese.